# Béla Imrédy
Béla Imrédy, född 29 december 1891 i Budapest, Ungern, död (avrättad) 28 februari 1946 i Budapest, var en ungersk politiker. Imrédy var Ungerns premiärminister från den 14 maj 1938 till den 16 februari 1939.

## Biografi
År 1938 införde Imrédy antijudiska lagar med syfte att minska judarnas inflytande över Ungerns ekonomiska liv. Imrédy verkade både före och under andra världskriget för Ungerns allians med Nazityskland och stödde även pilkorsrörelsens terror mot, i synnerhet, de ungerska judarna. Efter kriget dömdes han till döden för brott mot mänskligheten och avrättades genom arkebusering.